# We’re Not Dressing
We’re Not Dressing – amerykańska komedia muzyczna z 1934 roku w reżyserii Normana Tauroga.

## Fabuła
Piękna kobieta Doris Worthington (Carole Lombard) podróżuje po Pacyfiku własnym jachtem, wraz z grupą ludzi. W pewnym momencie rozbijają się i trafiają na bezludną wyspę. Przebywając na niej doznają wiele miłosnych rozterek.

## Obsada
- Bing Crosby jako Stephen Jones
- Carole Lombard jako Doris Worthington
- George Burns jako George Martin
- Gracie Allen jako Gracie Martin
- Ethel Merman jako Edith
- Ray Milland jako Książę Aleksander
- Leon Errol jako wujek Hubert
- Jay Henry jako Książę Michael Stofani